# Конференция КПСС

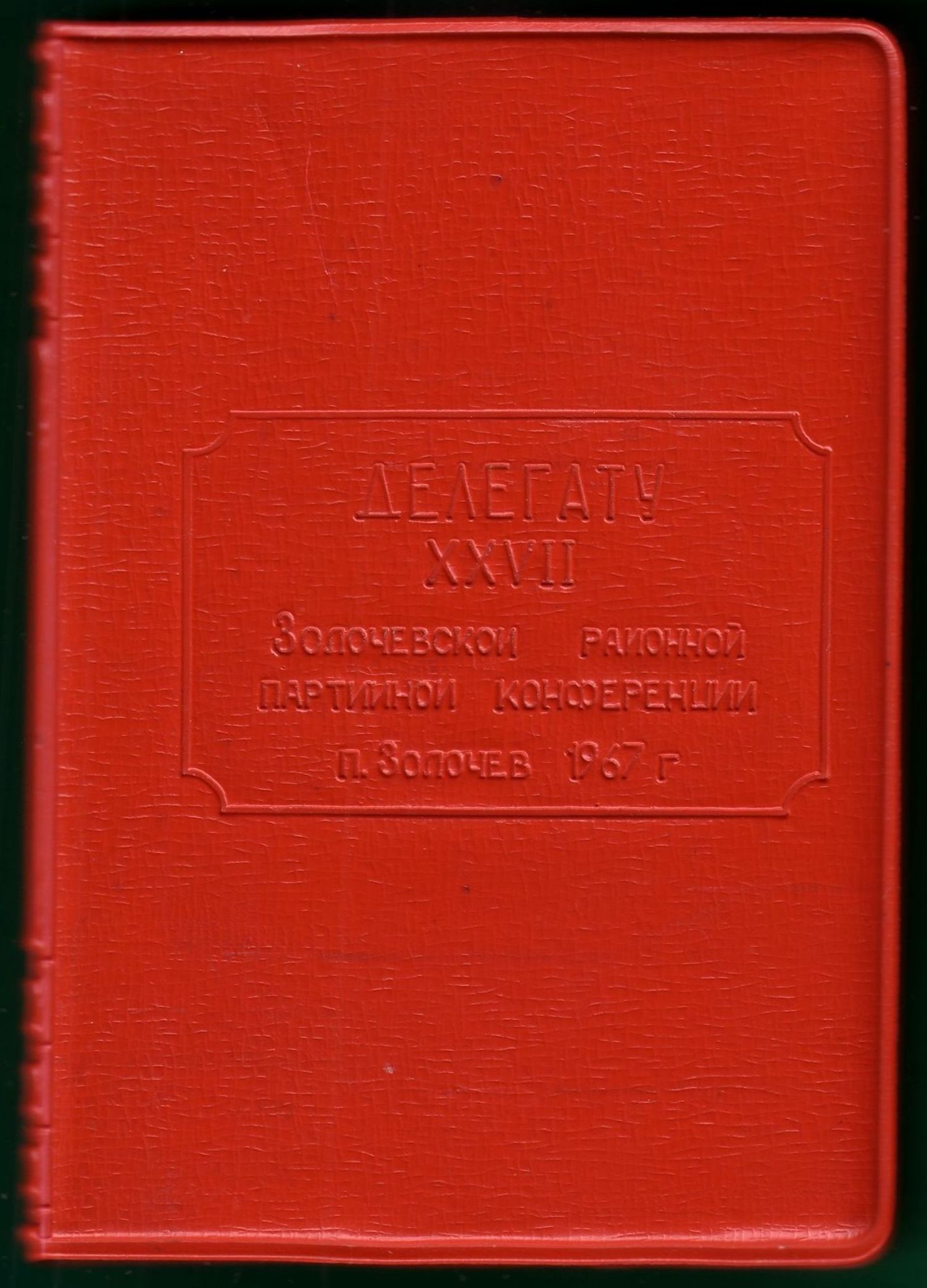
Книжка «Делегату XXVII Золочевской районной партийной конференции», 1967 год.

Конференция КПСС (Партконференция) — высший орган областных, краевых, окружных, городских, районных и крупных первичных организаций КПСС.

Областная, краевая конференции созывались областным, краевым комитетом один раз в два-три года. Внеочередные (чрезвычайные) конференции созывались по решению областного, краевого комитетов, ЦК компартии союзной республики или по требованию одной трети общего числа членов организаций, входящих в областную, краевую, республиканскую партийные организации.
Областная, краевая конференции, съезд компартии союзной республики заслушивали отчёты областного, краевого комитетов, ЦК компартии союзной республики, ревизионной комиссии, обсуждали вопросы партийного, хозяйственного и культурного строительства, избирали областной, краевой комитет, ЦК компартии союзной республики, ревизионную комиссию и делегатов на съезд КПСС.
Окружная, городская, районная конференция (собрание) заслушивали отчёты комитета, ревизионной комиссии, обсуждали вопросы партийного, хозяйственного и культурного строительства, избирали окружной, городской, районный комитеты, ревизионную комиссию и делегатов на областную, краевую конференции или съезд компартии союзной республики.
Всесоюзная конференция ВКП(б) (КПСС) — совещание представителей местных партийных организаций и членов центральных партийных органов. По Уставу могла созываться в период между съездами партии по мере необходимости для обсуждения назревших вопросов политики. Порядок созыва и проведения Всесоюзной партийной конференции определялся ЦК партии.
После XVIII всесоюзной конференции ВКП(б), состоявшейся незадолго до начала Великой Отечественной войны, конференции не созывались на протяжении 47 лет.
XIX съезд КПСС (октябрь 1952 года) заявил, что назревшие вопросы партийной политики могут обсуждаться на съездах партии и пленумах ЦК и что необходимости в созыве Всесоюзных конференций нет. XXIII съезд КПСС (март — апрель 1966 года) восстановил в Уставе партии пункт, дающий ЦК КПСС право созыва Всесоюзной конференции, однако ЦК фактически не пользовался этим правом вплоть до эпохи перестройки, когда в 1988 году по инициативе М. С. Горбачёва была созвана XIX конференция КПСС. С неё начались серьёзные политические преобразования в партии и стране, в результате которых КПСС и СССР прекратили существование в 1991 году. Таким образом, XIX конференция стала единственной послевоенной (и единственной с таким названием партии).

## Прошедшие конференции
Всего состоялось 19 центральных партийных конференций:
- I конференция РСДРП (12 [25] декабря 1905 — 17 [30] декабря 1905 г., Таммерфорс)
- II конференция РСДРП (3 [16] ноября 1906 — 07 [20] декабря 1906 г., Таммерфорс)
- III конференция РСДРП (21 июля [3 августа] 1907 — 23 июля [5 августа] 1907 г., Котка)
- IV конференция РСДРП (5 [18] ноября 1907 — 12 [25] декабря 1907 г., Гельсингфорс)
- V конференция РСДРП (21 декабря 1908 [3 января 1909] — 27 декабря 1908 [9 января 1908] г., Париж)
- VI конференция РСДРП (5 [18] января 1912 — 17 [30] января 1912 г., Прага)
- VII конференция РСДРП(б) (24 апреля [7 мая] 1917 — 29 апреля [12 мая] 1917 г., Петроград)
- VIII конференция РКП(б) (2 — 4 декабря 1919 г., Москва)
- IX конференция РКП(б) (22 — 25 сентября 1920 г., Москва)
- X конференция РКП(б) (26 — 28 мая 1921 г., Москва)
- XI конференция РКП(б) (19 — 22 декабря 1921 г., Москва)
- XII конференция РКП(б) (4 — 7 августа 1922 г., Москва)
- XIII конференция РКП(б) (16 — 18 января 1924 г., Москва)
- XIV конференция РКП(б) (27 — 29 апреля 1925 г., Москва)
- XV конференция ВКП(б) (26 октября — 3 ноября 1926 г., Москва)
- XVI конференция ВКП(б) (23 — 29 апреля 1929 г., Москва)
- XVII конференция ВКП(б) (30 января — 4 февраля 1932 г., Москва)
- XVIII конференция ВКП(б) (15 — 20 февраля 1941 г., Москва)
- XIX конференция КПСС (28 июня — 1 июля 1988 г., Москва)

## Конференции в филателии

Почтовые марки СССР
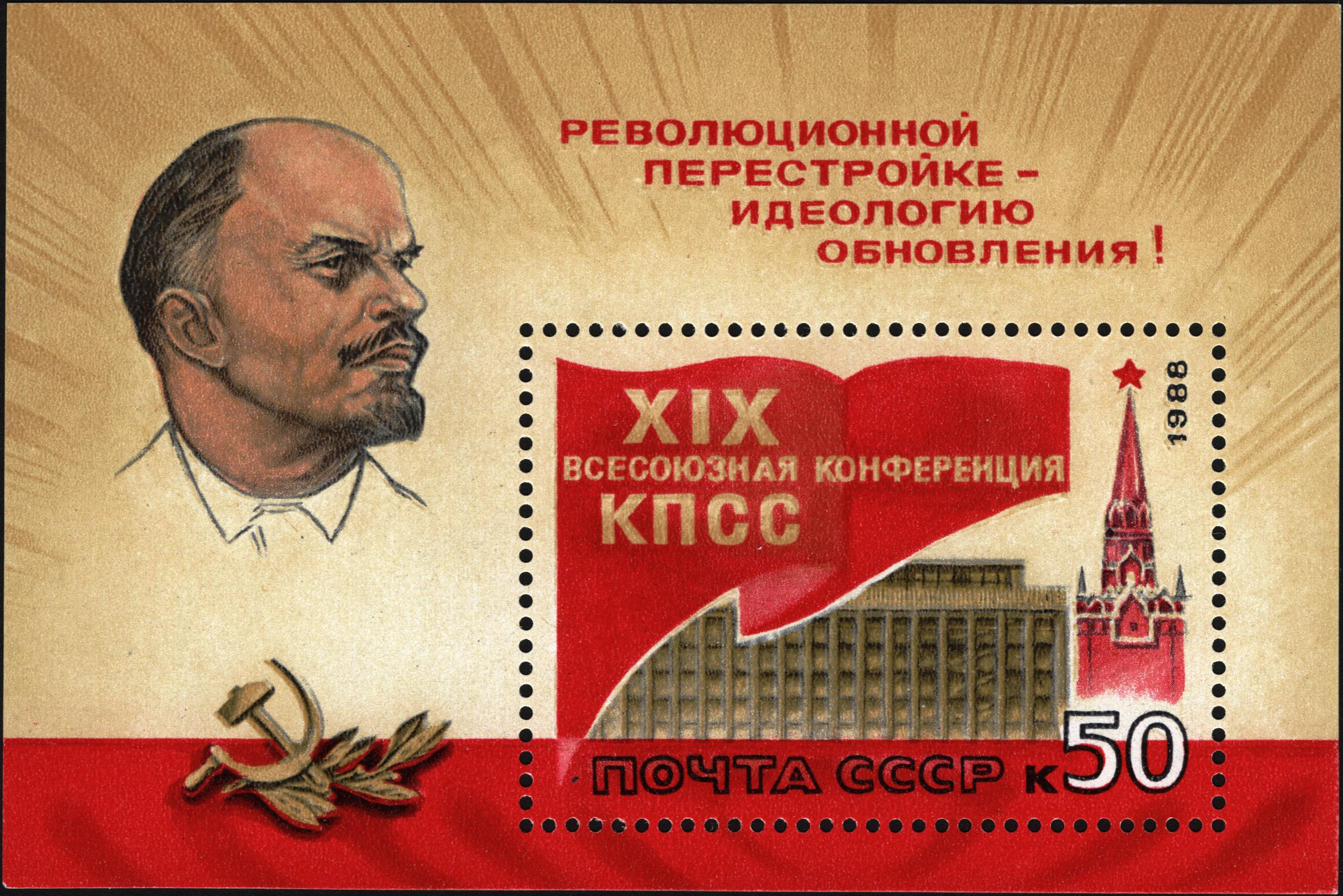
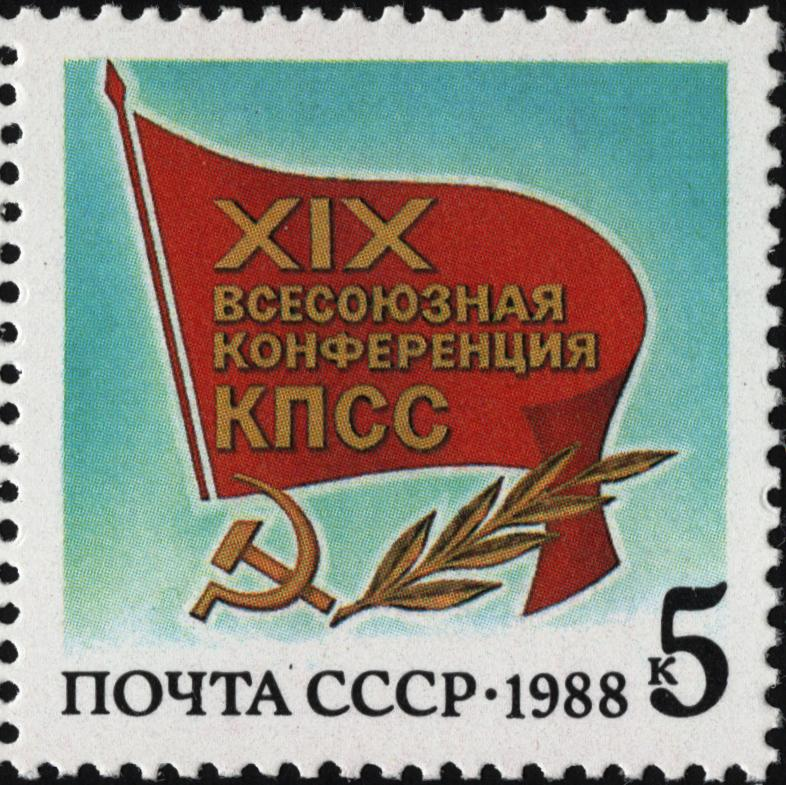
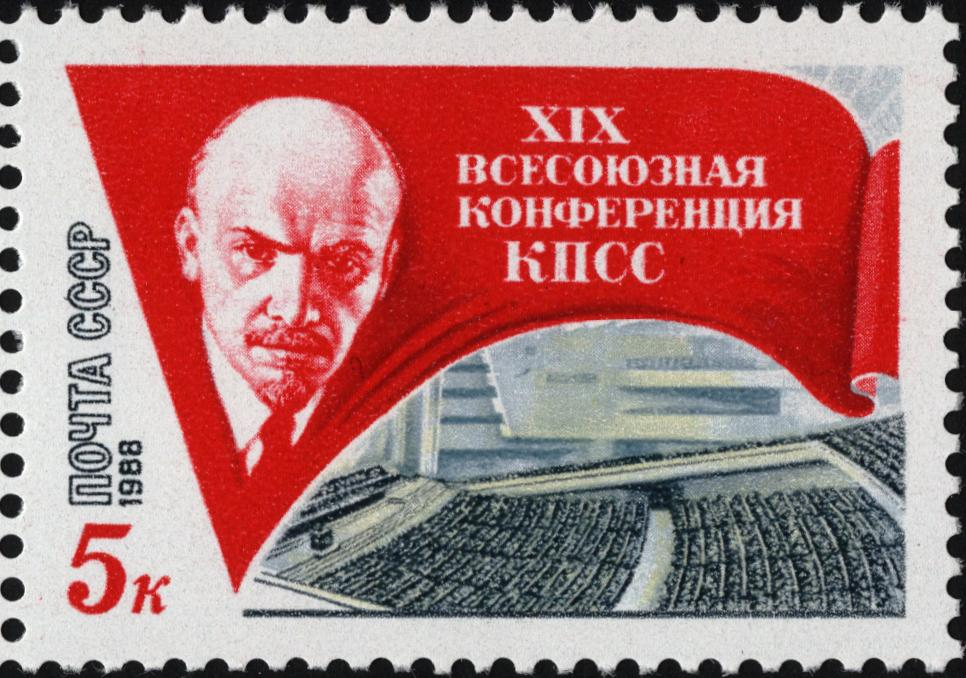